# Heterobelba crassisetosa
Heterobelba crassisetosa är en kvalsterart som beskrevs av Beck 1962. Heterobelba crassisetosa ingår i släktet Heterobelba och familjen Heterobelbidae. Inga underarter finns listade i Catalogue of Life.